# نظام چندحزبی
نظام چندحزبی (انگلیسی: Multi-party system) نظامی‌ست که در آن طیفی از احزاب سیاسی متعدد در انتخابات نامزد می‌شوند و همه آنها به صورت جداگانه یا در یک دولت ائتلافی شانس مشابه یا برابر برای به دست آوردن مقام‌ها و پست‌های دولتی دارند. در اکثریت عمده نظام‌های چندحزبی، احزاب اکثریت بی‌شمار و اقلیت سیاسی شانس بالای به دست آوردن دفتر یا پست مربوطه را دارند و از آنجایی که همه آنها با هم رقابت می‌کنند، اکثریت نمی‌تواند کنترل قوه مقننه را در اختیار گیرد که ایجاد دولت ائتلافی را الزامی می‌کند. در برخی کشورها، از زمان استقلال، همیشه هر دولتی که تشکیل شده است به صورت ائتلافی بوده است. گرایش به نظام‌های چند حزبی بیشتر در نظام‌های پارلمانی رایج است تا نظام‌های ریاستی مانند ریاست‌جمهوری، و بیشتر در کشورهایی که از انتخابات نمایندگی تناسبی استفاده می‌کنند در مقایسه با کشورهایی که از انتخابات نظام نخست‌نفری استفاده می‌کنند. این به این دلیل است که اتفاق آراء ملی در مسائل سیاسی به ندرت از مسائل بزرگتر همچون دفاع از امنیت ملی تفکیک می‌شود. نظام نخست‌نفری نیاز به دامنه‌های متمرکز از پشتیبانی برای نمایندگی گسترده در قوه مقننه دارد جایی که نمایندگی تناسبی بهتر گستره نظرات جامعه را منعکس می‌کند.
برزیل، دانمارک، فنلاند، آلمان، هند، اندونزی، ایرلند، اسرائیل، ایتالیا، مکزیک، سرزمین‌های هلند، نیوزیلند، نروژ، پاکستان، پرتغال، رومانی، صربستان، آفریقای جنوبی، اسپانیا، سری‌لانکا، سوئد، تایوان و فیلیپین نمونه‌هایی از ملت‌هایی هستند که از نظام چندحزبی در دموکراسی‌هایشان به صورت مؤثر استفاده می‌کنند. در این کشورها، معمولاً هیچ حزب تکی اکثریت پارلمان را خودش به دست نمی‌آورد. در عوض، احزاب سیاسی متعدد از ائتلاف‌ها با هدف توسعه بلوک‌های قدرت برای حکومت هستند.
در برخی از نظام‌های چندحزبی، فقط دو یا سه حزب شانس اساسی برای تشکیل یک دولت همراه با یا بدون تشکیل یک ائتلاف را دارند. اگر محتمل است که فقط دو حزب پیروز شوند اگرچه یک نظام دوحزبی است جایی که دو حزب سیاسی اکثریت هستند و فقط آنها شانس پیروزی در انتخابات را دارند. همچنین آنها معمولاً به دولت داخل و خارج می‌شوند آنچنان که پیش از سال ۲۰۱۰ در پادشاهی متحد بریتانیا نیز اینچنین بود. این حالتی ست که در کانادا و بریتانیا هست جایی که دولت‌های اکثریت بسیار رایج هستند. در بریتانیا، فقط حزب محافظه کار و حزب کارگر شانس جدی برای به دست آوردن کرسی‌های کافی برای تشکیل یک دولت را دارند، دیگر حزب اکثریت، حزب لیبرال دموکرات هرگز کرسی‌های کافی برای تشکیل یک دولت نداشته است اما کرسی‌های کافی برای نیمه کمتر بودن در یک دولت ائتلافی دوحزبی را داشته است.

## سیستم های تک حزبی و دو حزبی
سیستمی که در ان فقط دو حزب امکان برنده شدن در انتخابات را دارند سیستم های دو حزبی نامیده می شوند. سیتمی که در آن به واقع فقط سه حزب امکان برنده شدن در انتخابات یا تشکیل ائتلاف را دارند بعضاً سیستم های سه حزبی نامیده می شوند. در بعضی موارد اما آن را سیستم حزب سوم ساکن می نامند. این هنگامی است که سه حزب وجود دارند و هرسه آرای بالایی یدست می آورند اما فقط دو حزب شانس پیروزی در انتخابات را دارند. این وضعیت معمولاً زمانی پیش می اید که سیستم الکترال حزب سوم را جریمه می کند، مانند انچه در صحنه سیاست کانادا یا بریتانیا واقع شد.
برخلاف نظام تک حزبی ،( یا نظام دو حزبی)، نظام چند حزبی معمولاً خواهان حوزه انتخابیه برای تشکیل گروه های چند گانه جدا و به رسمیت شناخته شده که در کل حزب نامیده می شوند ، می باشد.احزاب برای به‌دست اوردن رای از میان دارندگان حق رای (آنهایی که مجاز به رای دادن هستند) با یکدیگر رقابت می کنند. سیستم چندحزبی از اینکه فرماندهی یک حزب قوه مقننه را تحت کنترل درآورد جلوگیری می کند.
اگر دولت شامل یک کنگره یا مجلس منتخب می شود احزاب ممکن است سهم خویش از قدرت را از طریق نمایندگی تناسبی یا از طریق هرکس بیشترین تعداد رای را آورده دریافت کنند..در نمایندگی تناسبی هر حزب به نسبت تعداد آراء کسب کرده کرسی هایش را به‌دست می آورد.
این جاذبه به قانون دوورژه معروف است. از طرف دیگر نمایندگی نسبی این گرایش را ندارد و اجازه می دهد احزاب اصلی متعددی به وجود آیند. اما دولتهای ائتلافی اخیر ، مانند دولت در بریتانیا بیشتر دارای سیستم های دو حزبی هستند تا چند حزبی. این البته بدون در نظر گرفتن تعداد احزاب در دولت است.
یک سیستم دو حزبی رأی دهندگان را ملزم می دارد تا خود را در گروه های بزرگ تراز کنند بعضی اوقات آنقدر بزرگ که آنها نمی‌توانند در مورد هر اصل فراگیر توافق کنند. برخی تئوری ها استدلال می کنند که این موضوع باعث می شود میانه گرا ها کنترل را در دست گیرند.
از طرف دیگر ، در صورت وجود چندین حزب بزرگ هر کدام با کمتر از اکثریت آرا احزاب به شدت انگیزه دارند تا برای تشکیل دولت های کار با یکدیگر همکاری کنند. این امر درحالی‌که باعث افزایش میانه گرایی می شودمی تواند باعث ارتقاء مهارت ها در ایجاد ائتلاف شود در حالی که از قطب شدن دلسرد می شوند.